# Stade Puyenbeke
Le stade Puyenbeke (en néerlandais : Puyenbekestadion) est un stade de football situé à Belsele dans la commune de Saint-Nicolas/Waas dans la Province de Flandre orientale. 

## Histoire
L'enceinte a eu très longtemps le Sint-Niklaasse SK (matricule 221) comme club résident qui y joue lors de ses trois saisons de présence en Division 1.
En 2000, après la disparition du matricule 221, absorbé par le K. SC Lokeren (matricule 285), le « Puyenbeke » héberge le K. Red Star Waasland (matricule 4068). Quand ce club décide de faire cause commune avec le K. SK Beveren (matricule 2300), il quitte le « Puyenbeke » pour se diriger vers le Freethiel de Beveren.
Le K. FC Gerda St-Niklaas (matricule 3077) a joué aussi tout un temps sur un des terrains annexes du site du Stade Puyenbeke.